# Trichoferus arenbergeri
Trichoferus arenbergeri là một loài bọ cánh cứng trong họ Cerambycidae.